# Piona socialis
Piona socialis är en kvalsterart som beskrevs av Marshall 1930. Piona socialis ingår i släktet Piona och familjen Pionidae. Inga underarter finns listade i Catalogue of Life.